# Ла-Кумбре (Касерес)
Ла-Кумбре (ісп. La Cumbre) — муніципалітет в Іспанії, у складі автономної спільноти Естремадура, у провінції Касерес. Населення — 970 осіб (2010).
Муніципалітет розташований на відстані близько 220 км на південний захід від Мадрида, 35 км на схід від Касереса.

## Демографія
Динаміка населення (INE ):